# Mike Erwin
Mike Erwin est un acteur américain né le 31 août 1978 à Dalton (Géorgie). Il est surtout connu pour son rôle de Colin Hart dans la série Everwood sur le réseau The WB. Il prête également sa voix à Jak dans Jak and Daxter et à Speedy dans Teen Titans. Il est parfois crédité sous le nom de Michael Erwin.

## Filmographie

### Cinéma
| Année | Titre                  | Rôle                    | Notes |
| ----- | ---------------------- | ----------------------- | ----- |
| 2001  | American Pie 2         | Le caissier             |       |
| 2002  | The New Guy            | Travis                  |       |
| 2003  | Hulk                   | Bruce Banner adolescent |       |
| 2004  | Freshman Orientation   | Matt                    |       |
| 2005  | Pretty Persuasion      | Barry                   |       |
| 2007  | Kush                   | Christian               |       |
| 2008  | Chaos Theory           | Ed                      |       |
| 2010  | Wreckage               | Jared                   |       |
| 2010  | A Good Funeral         | Howard                  |       |
| 2011  | SoBe Real              | Nick                    |       |
| 2017  | And Then There Was Eve | Neil                    |       |

### Télévision
| Année | Titre                                                          | Rôle                  | Notes      |
| ----- | -------------------------------------------------------------- | --------------------- | ---------- |
| 2001  | Web Girl                                                       | Brady Collins         | Téléfilm   |
| 2003  | Trash                                                          | Richard 'Mac' Macadoo | Téléfilm   |
| 2004  | The Robinsons: Lost in Space                                   | Don West              | Téléfilm   |
| 2004  | À la dérive                                                    | Nick Hartman          | Téléfilm   |
| 2007  | Clarity                                                        | Joshua Black          | film court |
| 2011  | Jesse Stone : Innocences perdues (Jesse Stone: Innocents Lost) | Lewis Lipinsky        | Téléfilm   |
| 2020  | Maman ne te fera aucun mal (Another Mother)                    | Matt                  | Téléfilm   |

### Séries télévisées
| Année     | Titre                     | Rôle                       | Notes                                             |
| --------- | ------------------------- | -------------------------- | ------------------------------------------------- |
| 2001      | Virtually Casey           | Brady Collins              |                                                   |
| 2001      | Amy                       | Max Pagano                 | Saison 3, épisode 1 : "Le fils prédestiné"        |
| 2001      | Sept à la maison          | Hugh                       | Saison 6, épisode 4                               |
| 2001      | Undressed                 | Lyle                       |                                                   |
| 2002      | Totalement jumelles       | L'ami de Todd              |                                                   |
| 2002      | Reba                      | Eric                       |                                                   |
| 2002      | The New Guy               | Travis                     |                                                   |
| 2002      | Les Anges du bonheur      | Blake                      |                                                   |
| 2002      | Do Over                   | Rob                        |                                                   |
| 2002–2004 | Everwood                  | Colin Hart                 | Saison 1 : 15 épisodes                            |
| 2003      | Phénomène Raven           | Sam                        | Saison 1, épisode 14 : "Un garcon qui a du chien" |
| 2003      | Les Frères Scott          | Gabe                       | Saison 1, épisode 8 : "Prise de risque"           |
| 2003–2005 | Teen Titans               | Divers personnages (voix)  | 6 épisodes                                        |
| 2004      | Les Experts : Miami       | Kyle Preston               | Saison 2, épisode 24 : 'Belle de nuit'            |
| 2004      | Le Monde de Joan          | Lars Klosterman            |                                                   |
| 2004      | Les Experts               | Dean Tate                  | Saison 5, épisode 7 : "Ultime soirée"             |
| 2005      | The Studio                | Tommy LaChance             | Épisode "Pilote"                                  |
| 2005      | Jack et Bobby             | Nate Edmonds               | 6 épisodes                                        |
| 2006      | La Ligue des justiciers   | Roy Harper / Speedy (voix) | Épisode: "Patriot Act"                            |
| 2006      | La Guerre à la maison     | Mark                       | Saison 2, épisode 10 "C'est qui le coach ?"       |
| 2007      | La Guerre à la maison     | Mark                       | Saison 2, épisode 11 "Coming out"                 |
| 2007      | NCIS : Enquêtes spéciales | Devon Watkins              | Saison 4, épisode 24 : L’ange de la Mort          |
| 2007      | The 1/2 Hour News Hour    |                            | Épisode "Pilote"                                  |
| 2007      | Ghost Whisperer           | Kevin Graham               | Saison 3, épisode 6 : "Question d'impression"     |
| 2008      | Dexter                    | Freebo                     | Saison 3, épisode 1 et 2                          |
| 2009      | Les Experts               | Julian Bristol             | Saison 10, épisode 5 : "Bloodsport "              |
| 2010      | Vampire Diaries           | Charlie                    | Saison 1, épisode 22 : "Le jour des fondateurs"   |

### Jeux vidéo
| Année | Titre                     | Rôle   |
| ----- | ------------------------- | ------ |
| 2003  | Jak II                    | Jak    |
| 2004  | Hot Shots Golf Fore! (en) | Jak    |
| 2004  | Jak 3                     | Jak    |
| 2005  | Teen Titans (en)          | Speedy |
| 2005  | Jak X: Combat Racing      | Jak    |
| 2011  | PlayStation Move Heroes   | Jak    |

## Voix françaises
- Maël Davan-Soulas :
  - Colin Hart dans Everwood
  - Kevin Graham  dans Ghost Whisperer
  - Kyle Preston dans Les Experts : Miami